# Асахикава (станция)
Станция Асахикава (яп. 旭川駅 асахикава эки) — железнодорожная станция в японском городе Асахикава, обслуживаемая компанией JR Hokkaido.

## История
Станция Асахикава была открыта 16 июля 1898 года. С приватизацией JNR она перешла под контроль JR Hokkaido. В 2010 году была построена приподнятая станция.

## Линии
- JR Hokkaido
  - Главная линия Хакодате
  - Главная линия Сэкихоку
  - Главная линия Соя
  - Линия Фурано

## Поезда
- Охотск ограниченный экспресс (Саппоро – Асахикава – Абасири)[2]
- Супер Соя ограниченный экспресс (Саппоро – Асахикава – Вакканай)[3]
- Саробэту ограниченный экспресс (Саппоро – Асахикава – Вакканай)
- Камуи ограниченный экспресс (Саппоро – Асахикава)[4]
- Сирень ограниченный экспресс (Саппоро – Асахикава)
- Китами быстрое обслуживание (Асахикава – Китами)
- Наёро быстрое обслуживание (Асахикава – Наёро)

## Планировка
Платформы
| 1-2 | ■Линия Фурано   | на станцию Фурано               |  |
| 3-4 | ■Линия Хакодате | на станции Ивамидзава и Саппоро |  |
| 5-6 | ■Линия Соя      | на станции Наёро и Вакканай     |  |
| 5-6 | ■Линия Сэкихоку | на станции Китами и Абасири     |  |